# 圣福都纳堂 (里米尼)
圣福都纳堂（San Fortunato）是意大利里米尼的一座罗马天主教教堂。
该堂始建于15世纪的第一个十年，属于大橄欖山本笃会。1797年拿破仑解散修道院，1802年又拆除修道院。 
该堂的祭台画《三王来朝》为乔尔乔·瓦萨里作品。